# Hendrickson-Danielson Machine Shop
Hendrickson-Danielson Machine Shop war ein US-amerikanischer Hersteller von Kraftfahrzeugen.

## Unternehmensgeschichte
Magnus Hendrickson stammte aus Schweden und emigrierte 1887 in die USA. 1900 gründete er zusammen mit seinem Schwager Danielson das Unternehmen in Chicago in Illinois. Sie stellten in geringer Zahl Personenkraftwagen und Nutzfahrzeuge her. Der Markenname lautete Hendrickson. 1903 wurde das Unternehmen aufgelöst.
Die Lauth-Juergens Motor Car Company stellte Hendrickson als Chefingenieur ein. Er blieb bis 1913 dort, um anschließend die Hendrickson Motor Truck Company zu gründen.

## Produkte
1900 entstand der erste Lastkraftwagen.
1902 erschien ein Pkw. Er hatte einen Einzylindermotor und Vollgummireifen. Ein Arzt aus Chicago kaufte das erste Fahrzeug.
1903 folgten weitere Pkw und Nutzfahrzeuge. Ein Merkmal war das Friktionsgetriebe. Außerdem entstanden Kupplungen.